# Mises R.I
Mises R.I – austro-węgierski ciężki samolot bombowy z okresu I wojny światowej.

## Historia
Dowództwo Cesarsko-Królewskich Sił Powietrznych, widząc sukcesy w budowie ciężkich samolotów bombowych lotnictwa niemieckiego typu R w 1916 roku, zwróciła się do znanego profesora Richarda von Misesa o zaprojektowanie podobnego samolotu dla lotnictwa Austro-Węgier. 
W krótkim okresie był gotowy projekt, a także pierwszy prototyp tego samolotu. Był to największy w tym czasie samolot zbudowany na terenie Austro-Węgier. Został on zbudowany w wytwórni lotniczej Aviatik. Pierwszy lot samolotu odbył się w dniu 2 czerwca 1916 roku. Ponieważ spełniał on wstępne warunki, przystąpiono do budowy drugiego prototypu, do którego wniesiono drobne poprawki. Ten samolot w lutym 1917 roku został przekazany lotnictwu wojskowemu. 
W związku jednak z trudnościami materiałowymi i brakami odpowiednich wytwórni lotniczych na terenie Austro-Węgier ostatecznie zrezygnowano z dalszych prac nad tym samolotem, jak również jego ewentualnej produkcji seryjnej. Ostatecznie zbudowano tylko dwa prototypy, noszące oznaczenie Mises R.I

## Użycie w lotnictwie
Samoloty Mises R. I zbudowano tylko w wersji prototypowej: pierwszy z nich używano tylko do badań, natomiast drugi prototyp przekazano do wojska, dalsze jego losy nie są znane, brak jest także informacji o jego użyciu bojowym.

## Opis techniczny
Samolot Mises R.I był dwupłatem o konstrukcji całkowicie drewnianej, kryty płótnem i sklejką. Kadłub prostokątny, był umieszczony pomiędzy płatami. Mieścił on kabinę załogi oraz komorę bombową. Samolot był napędzany czterema silnikami marki Daimler umieszczonymi w kadłubie, w dwóch parach – jeden za drugim. Dwa z nich napędzały śmigła ciągnące i dwa śmigła pchające. Samolot miał podwozie stałe. Na uzbrojenie obronne składały się 3 karabiny maszynowe kal. 8 mm (obsługiwane przez członków załogi z wyjątkiem pilota). Samolot mógł przenosić do 500 kg bomb lotniczych, w komorze bombowej umieszczonej w kadłubie.